# 에이커
에이커(acre)는 제국 단위계과 미국 단위계에서 사용되는 토지 면적의 단위이다. 전통적으로 1체인 (단위) x 1펄롱(66 x 660피트)의 면적으로 정의되며 이는 정확히 10개의 평방 체인, 1/640 평방 마일, 4,840 평방 야드 또는 43,560 평방 피트, 약 4,047m2와 같다. 이는 헥타르의 약 40%에 맞먹는다. 1959년 국제 야드 및 파운드 협약에 따라 1에이커는 정확히 4,046.8564224제곱미터로 선언될 수 있다. 에이커는 ac로 축약되지만 일반적으로 "에이커"(acre)라는 단어로 표기된다.

## 동등 단위
국제 기준으로 1 에이커는 다음의 단위와 같다:
- 4,046.8564224 제곱 미터
- 0.40468564224 헥타르

미국 기준으로 1 에이커는 다음의 단위와 같다:
- 4,046.87261 제곱미터
- 0.404687261 헥타르

국제/미국 기준의 1 에이커는 다음의 통상 단위와 같다:
- 66 피트×660 피트 (43,560 제곱피트)
- 10 제곱체인 (1 체인 = 66 피트 = 22 야드 = 4 로드 = 100 링크)
- 1 에이커는 대략 208.71 피트×208.71 피트와 같다.
- 4,840 제곱야드
- 43,560 제곱피트
- 160 퍼치(perch).
- 4 로드
- 1/640 (0.0015625) 제곱마일 (1제곱마일은 640 에이커와 같다)

## 같이 보기
- 단위 변환